# Baile de máscaras (álbum)
Baile de Máscaras es el tercer álbum de estudio de la banda rock ska Maldita Vecindad, lanzado por Sony BMG el 7 de mayo de 1996. El álbum tiene los formatos de disco compacto (CD) y casete. Fue grabado en el House of Blues Studio de la ciudad de Memphis, Tennessee, Estados Unidos..
La pieza "Salta pa´trás", hace referencia a una de las "castas" consideradas por el sistema virreinal de la "Nueva España", para "clasificar" a los ciudadanos, de acuerdo a las "mezclas" de distintos orígenes.
El "Salta pa´trás", era resultado de la "mezcla" entre un albino y una española. 

## Recepción
El crítico de Allmusic, Víctor W. Valdivia, calificó al álbum con una puntuación de 2.5 estrellas de cinco posibles, describiéndolo como «un disco transicional», pues según el propio Valdivia, Baile de máscaras «tiene momentos impresionantes, pero realmente nunca fue coherente como una producción completa como tal».

## Lista de canciones
Todos los temas fueron compuestos por Maldita Vecindad. Excepto, donde se indica.

| N.º   | Título                                                        | Duración |  |
| 1.    | «Viva mi desgracia (Organillero) (Francisco Cárdenas Larios)» | :21      |  |
| 2.    | «El chulo»                                                    | 3:18     |  |
| 3.    | «Por ahí»                                                     | 2:36     |  |
| 4.    | «Vuelta tras vuelta»                                          | 3:49     |  |
| 5.    | «No les creo nada»                                            | 3:11     |  |
| 6.    | «El dedo»                                                     | 4:00     |  |
| 7.    | «Salta pa' tras»                                              | 4:25     |  |
| 8.    | «Ojos negros»                                                 | 3:37     |  |
| 9.    | «Cenizas»                                                     | 2:51     |  |
| 10.   | «El vigilante»                                                | 2:45     |  |
| 11.   | «Aunque»                                                      | 4:59     |  |
| 12.   | «Don Palabras»                                                | 3:23     |  |
| 13.   | «Vida vidrio»                                                 | 4:28     |  |
| 14.   | «Canción Omaha (Tradicional ?)»                               | :57      |  |
| 15.   | «Lamento»                                                     | 5:25     |  |
| 50:05 |                                                               |          |  |

## Créditos

### Maldita Vecindad
- Roco — voz.
- Pato — guitarra.
- Aldo — bajo.
- Pacho — batería.
- Sax — saxofón, trompeta, guitarra, piano, gaita, órgano y didyeridú.

### Música adicional
- Sheila E — congas, tambor parlante, tabla y timbales.

### Producción
- David Z — productor.
- George Marino — masterización.